# Atsui toiki
Atsui toiki (熱い吐息?) è un film del 1998 diretto da Hisayasu Satō.

## Trama
Il giovane pittore gay To-Ru si innamora follemente di Kazuya e vorrebbe fargli un ritratto. Improvvisamente però To-Ru impazzisce e si trasforma in un brutale assassino, arrivando anche ad aggredire l'amato.

## Distribuzione
Il film è stato distribuito nei cinema giapponesi il 2 marzo 1998.